# Włośnianka musztardowa

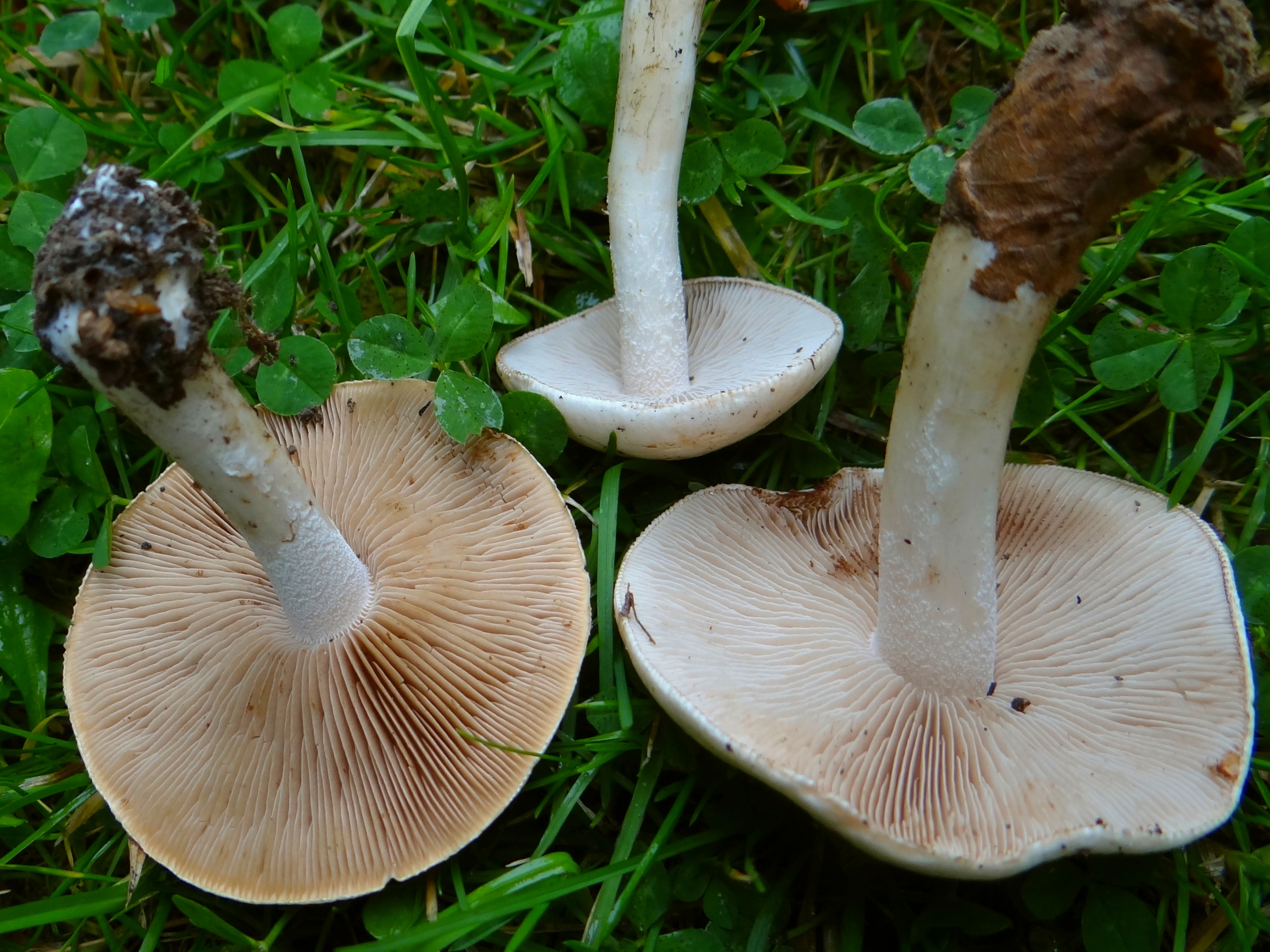

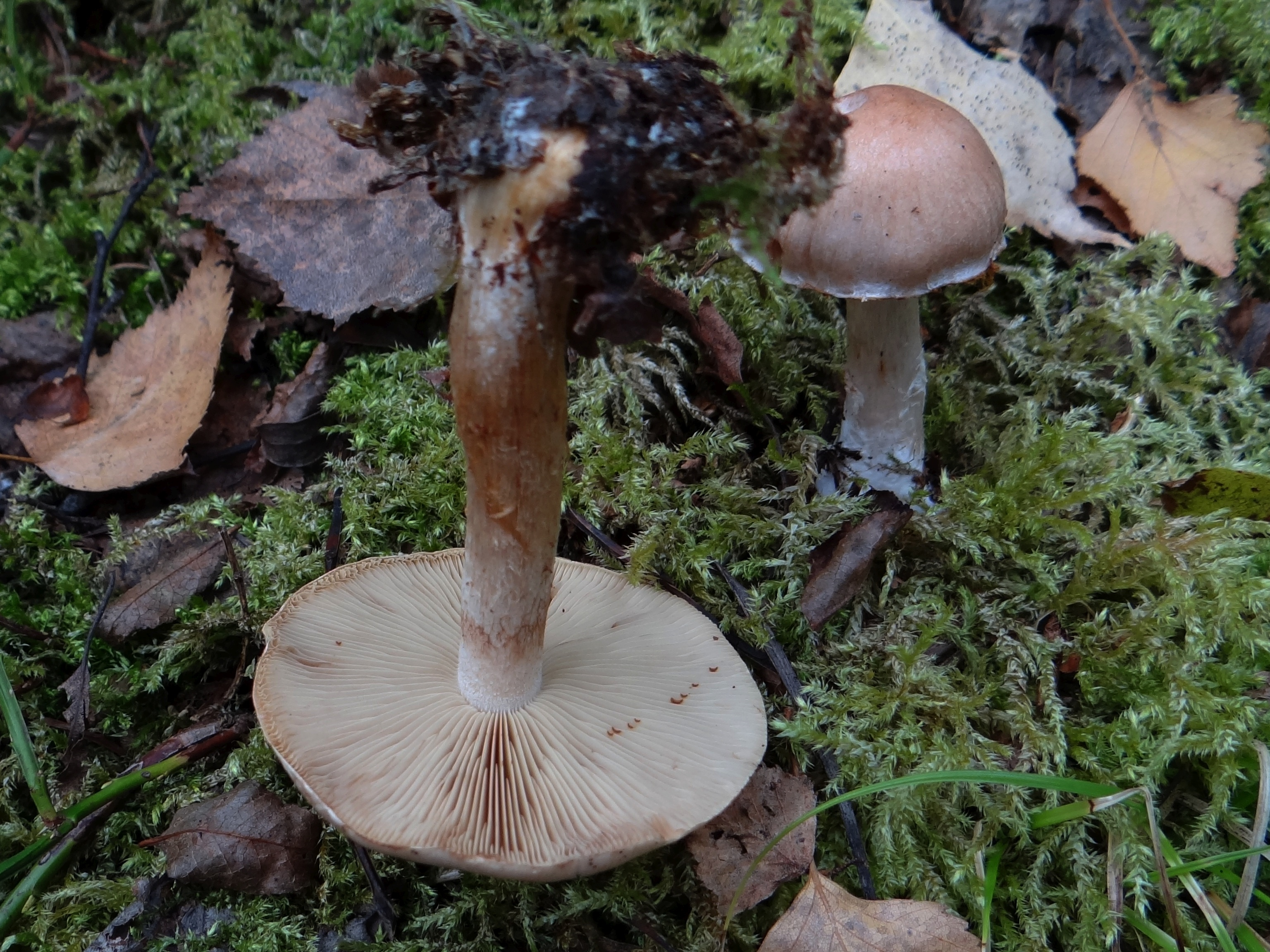

Włośnianka musztardowa (Hebeloma sinapizans (Paulet) Gillet) – gatunek grzybów należący do rodziny pierścieniakowatych (Strophariaceae).

## Systematyka i nazewnictwo
Pozycja w klasyfikacji według Index Fungorum: Hebeloma, Strophariaceae, Agaricales, Agaricomycetidae, Agaricomycetes, Agaricomycotina, Basidiomycota, Fungi.
Po raz pierwszy takson ten zdiagnozował w 1793 r. Jean-Jacques Paulet, nadając mu nazwę Hypophyllum sinapizans. Obecną nazwę nadał mu w 1876 r. Claude-Casimir Gillet. Niektóre synonimy naukowe:

- Agaricus elatus Batsch 1789
- Agaricus sinapizans (Paulet) Fr. 1838
- Hebeloma elatum (Batsch) Sacc. 1887
- Hebeloma sinapizans (Paulet) Sacc. 1887
- Hebelomatis elatum (Batsch) Locq., Fl. Mycol. 1979
- Hypophyllum sinapizans Paulet 1793

Nazwę polską podali Barbara Gumińska i Władysław Wojewoda w 1983 r.

## Morfologia
Kapelusz
Średnica 4–12 cm. U młodych okazów wypukły z podwiniętym brzegiem, później płaski, u starszych szeroko rozpostarty, dość często z niewielkim, tępym garbem. Powierzchnia kapelusza śliska i gładka, u młodych okazów na brzegach białokremowa, w środku rdzawożółta, u starszych ciemnieje do koloru czerwonoochrowego lub brudnobrązowego.
Blaszki
Gęste, wolne lub wąsko przyrośnięte. Początkowo mają białawy lub kremowy kolor, z czasem ciemnieją przyjmując kolor kawy z mlekiem, w końcu stają się cynamonowobrązowe.
Trzon
Wysokość 4–10 cm, grubość 1–2 cm, cylindryczny, włóknisty z bulwkowato rozszerzoną podstawą (czasami korzeniasty). W górnej części pokryty jest białawymi łuseczkami, które z czasem ciemnieją do brązowego koloru, w dolnej jest ciemniejszy.
Miąższ
Białawy, twardy, gruby, nie zmieniający barwy po uciśnięciu. U młodych okazów jest miękki, u starszych twardy. Ma gorzki smak i zapach podobny do rzodkwi.
Gatunki podobne
Istnieje wiele podobnie ubarwionych gatunków włośnianek. Ich prawidłowe oznaczenie bez użycia mikroskopu i znajomości cech mikroskopowej budowy anatomicznej jest trudne. Bardzo podobna jest np. włośnianka wrzecionowatozarodnikowa (Hebeloma laterinum). Również pospolita włośnianka rosista (Hebeloma crustuliniforme) jest mniejsza i często na jej blaszkach i górnej części trzonu występują krople mleczka, lub plamki po jego zaschnięciu.

## Występowanie i siedlisko
Jest szeroko rozprzestrzeniona w Europie oraz wschodniej części Ameryki Północnej. Podano także jej stanowiska w Argentynie i Maroku. W Europie Środkowej jest częsta. W Polsce również jest pospolita. W piśmiennictwie naukowym do 2003 r. podano 5 stanowisk na terenie Polski.
Występuje w lasach liściastych, głównie pod bukami. Często można ją spotkać także w parkach i ogrodach. Rośnie głównie na glebach o odczynie zasadowym. Czasami jej owocniki tworzą duże „czarcie kręgi” o średnicy kilkunastu metrów.

## Znaczenie
Naziemny grzyb mykoryzowy. Grzyb trujący. Żyje w symbiozie z niektórymi gatunkami drzew (grzyb mikoryzowy). rośnie głównie pod bukami, rzadko pod lipami, szczególnie chętnie na glebach wapiennych. Owocniki pojawiają się od czerwca do października.